# 22292 Mosul
22292 Mosul è un asteroide della fascia principale. Scoperto nel 1989, presenta un'orbita caratterizzata da un semiasse maggiore pari a 2,9038378 au e da un'eccentricità di 0,1653444, inclinata di 3,54010° rispetto all'eclittica.